# Amblyrhethus ponderosus
Amblyrhethus ponderosus är en insektsart som beskrevs av Morgan Hebard 1928. Amblyrhethus ponderosus ingår i släktet Amblyrhethus och familjen syrsor. Inga underarter finns listade i Catalogue of Life.